# Dru Smith
Dru Smith (Evansville, 30 dicembre 1997) è un cestista statunitense, professionista nella NBA con i Miami Heat.

## Carriera
Dopo aver disputato la carriera universitaria tra gli Evansville Purple Aces e i Missouri Tigers, non viene scelto al Draft NBA 2021. Trascorre la prima stagione da professionista con i Sioux Falls Skyforce, prima di terminare anzitempo la stagione nel febbraio 2022 a causa di un infortunio al ginocchio.
Il 13 ottobre seguente viene firmato dai Miami Heat con un two-way contract, venendo però rilasciato circa un mese dopo, per poi rifirmare a fine novembre un nuovo two-way contract.

## Statistiche

### NCAA
| Anno      | Squadra            | PG  | PT | MP   | TC%  | 3P%  | TL%  | RP  | AP  | PRP | SP  | PP   |
| --------- | ------------------ | --- | -- | ---- | ---- | ---- | ---- | --- | --- | --- | --- | ---- |
| 2016-2017 | Evansville P. Aces | 28  | 8  | 22,5 | 44,5 | 32,7 | 81,8 | 2,6 | 2,9 | 0,8 | 0,4 | 5,3  |
| 2017-2018 | Evansville P. Aces | 22  | 22 | 30,2 | 57,8 | 48,2 | 86,2 | 3,5 | 4,6 | 2,0 | 0,5 | 13,7 |
| 2019-2020 | Missouri Tigers    | 31  | 31 | 32,8 | 41,2 | 29,4 | 89,9 | 4,2 | 3,9 | 2,1 | 0,4 | 12,7 |
| 2020-2021 | Missouri Tigers    | 26  | 26 | 34,0 | 44,2 | 39,8 | 83,3 | 3,5 | 3,8 | 2,1 | 0,3 | 14,3 |
| Carriera  | Carriera           | 107 | 87 | 29,9 | 45,9 | 37,3 | 86,5 | 3,5 | 3,8 | 1,7 | 0,4 | 11,4 |

#### Massimi in carriera
- Massimo di punti: 28 vs Auburn (15 febbraio 2020)[6]
- Massimo di rimbalzi: 10 vs Xavier-Cincinnati (12 novembre 2019)
- Massimo di assist: 11 vs North Carolina Central (13 novembre 2017)
- Massimo di palle rubate: 7 vs Southern Illinois-Carbondale (3 gennaio 2018)
- Massimo di stoppate: 3 (2 volte)
- Massimo di minuti giocati: 43 vs Arkansas (13 febbraio 2021)

### NBA

#### Regular Season
| Anno      | Squadra       | PG | PT | MP   | TC%  | 3P%  | TL%  | RP  | AP  | PRP | SP  | PP  |
| --------- | ------------- | -- | -- | ---- | ---- | ---- | ---- | --- | --- | --- | --- | --- |
| 2022-2023 | Miami Heat    | 5  | 1  | 13,4 | 35,7 | 16,7 | -    | 1,8 | 1,0 | 0,8 | 0,6 | 2,2 |
| 2022-2023 | Brooklyn Nets | 10 | 0  | 9,1  | 41,9 | 30,8 | 100  | 1,5 | 1,7 | 0,6 | 0,1 | 3,3 |
| 2023-2024 | Miami Heat    | 9  | 0  | 14,6 | 45,5 | 41,2 | 100  | 1,6 | 1,6 | 1,0 | 0,3 | 4,3 |
| 2024-2025 | Miami Heat    | 14 | 1  | 19,1 | 50,8 | 53,3 | 75,0 | 2,6 | 1,6 | 1,5 | 0,4 | 6,2 |
| Carriera  | Carriera      | 38 | 2  | 14,7 | 46,0 | 42,4 | 82,4 | 1,9 | 1,6 | 1,1 | 0,3 | 4,5 |

#### Massimi in carriera
- Massimo di punti: 17 vs Milwaukee Bucks (9 marzo 2023)[7]
- Massimo di rimbalzi: 4 (2 volte)
- Massimo di assist: 5 vs Milwaukee Bucks (9 marzo 2023)
- Massimo di palle rubate: 3 vs Boston Celtics (27 ottobre 2023)
- Massimo di stoppate: 2 vs Washington Wizards (25 novembre 2022)
- Massimo di minuti giocati: 24 vs Philadelphia 76ers (9 aprile 2023)

### G League
| Anno      | Squadra           | PG | PT | MP   | TC%  | 3P%  | TL%  | RP  | AP  | PRP | SP  | PP   |
| --------- | ----------------- | -- | -- | ---- | ---- | ---- | ---- | --- | --- | --- | --- | ---- |
| 2021-2022 | S. Falls Skyforce | 18 | 10 | 29,5 | 44,6 | 32,5 | 71,4 | 3,7 | 3,1 | 1,4 | 0,7 | 11,0 |
| 2022-2023 | S. Falls Skyforce | 15 | 13 | 33,8 | 48,3 | 36,4 | 74,3 | 5,7 | 5,9 | 2,1 | 0,6 | 17,7 |
| 2022-2023 | Long Island Nets  | 14 | 3  | 29,8 | 51,1 | 44,6 | 65,0 | 5,1 | 3,8 | 1,9 | 0,6 | 14,0 |
| Carriera  | Carriera          | 47 | 26 | 31,0 | 47,8 | 37,3 | 71,0 | 4,8 | 4,2 | 1,8 | 0,7 | 14,0 |